# Svartduva
Svartduva (Columba janthina) är en fåtalig östasiatisk fågel i familjen duvor inom ordningen duvfåglar.

## Kännetecken

### Utseende
Svartduvan är en stor (37–43,5 cm) duva som gör skäl för sitt namn med sin brunsvarta dräkt. Den är tydligt grönglänsande på halsen samt purpurglänsande på huvud, mantel och övergump. Den svarta näbben är ovanligt lång och smal med hornfärgad spets. När den flyger ser den helmörk ut och nästan kråklik med lång hals, breda vingar och lång stjärt samt långsam flykt med djupa vingslag.

### Läten
Lätet är ett utdraget och ihållande djupt klagande "u uu...", likt en råmande ko. Även ett torrt och bräkande "gnerr" hörs, liksom vingklapp från fåglar som lyfter.

## Utbredning och systematik
Svartduvan tillhör en grupp mörkare och glansiga asiatiska och australiska duvarter, där även vitstrupig och vithuvad duva ingår, liksom de utdöda arterna boninduva och ryukyuduva. Den förekommer enbart i små ögrupper i Japan och delas in i två underarter med följande utbredning:
- Columba janthina janthina – förekommer från småöar sydväst om Sydkorea till Ryukyuöarna
- Columba janthina nitens – förekommer på Ogasawaraöarna (Boninöarna) och Iwo Jima (Vulkanöarna)

Ofta urskiljs även underarten stejnegeri med utbredning på Yaeyamaöarna i Ryukyuöarna.
Arten sägs vara stannfågel, men uppträder märkligt nog vårar och höstar på öar i Japanska havet samt tillfälligt även på de större japanska öarna. Den har även observerats i östra Ryssland, i kinesiska Shandong samt på Taiwan.

## Levnadssätt
Svartduvan påträffas i gammal städsegrön subtropisk och tempererad lövskog, i Ryukyuöarna även i tallskog. Den födosöker ljudligt i trädtopparna och ses ofta spelflyga över trädtaket. Födan består huvudsakligen av kameliafrön, men även andra frön, knoppar och bär. Fågeln häckar från februari till september, men ägg och ungar har även påträffats under senhösten och vintern.

## Status och hot
Svartduvan har ett litet och minskande utbredningsområde. Den har troligen också en liten världspopulation som även den tros minska, till följd av jakt och skogsavverkning. Internationella naturvårdsunionen IUCN kategoriserar den därför som nära hotad. Världspopulationen har inte uppskattats men den beskrivs som ovanlig.